# Municipio de Moose Park
El municipio de Moose Park (en inglés: Moose Park Township) es un municipio ubicado en el condado de Itasca en el estado estadounidense de Minnesota. En el año 2010 tenía una población de 68 habitantes y una densidad poblacional de 0,72 personas por km².

## Geografía
El municipio de Moose Park se encuentra ubicado en las coordenadas 47°42′16″N 94°19′27″O / 47.70444, -94.32417. Según la Oficina del Censo de los Estados Unidos, el municipio tiene una superficie total de 94.64 km², de la cual 94,46 km² corresponden a tierra firme y (0,2 %) 0,19 km² es agua.

## Demografía
Según el censo de 2010, había 68 personas residiendo en el municipio de Moose Park. La densidad de población era de 0,72 hab./km². De los 68 habitantes, el municipio de Moose Park estaba compuesto por el 100 % blancos. Del total de la población el 0 % eran hispanos o latinos de cualquier raza.